# John Michael McDonagh

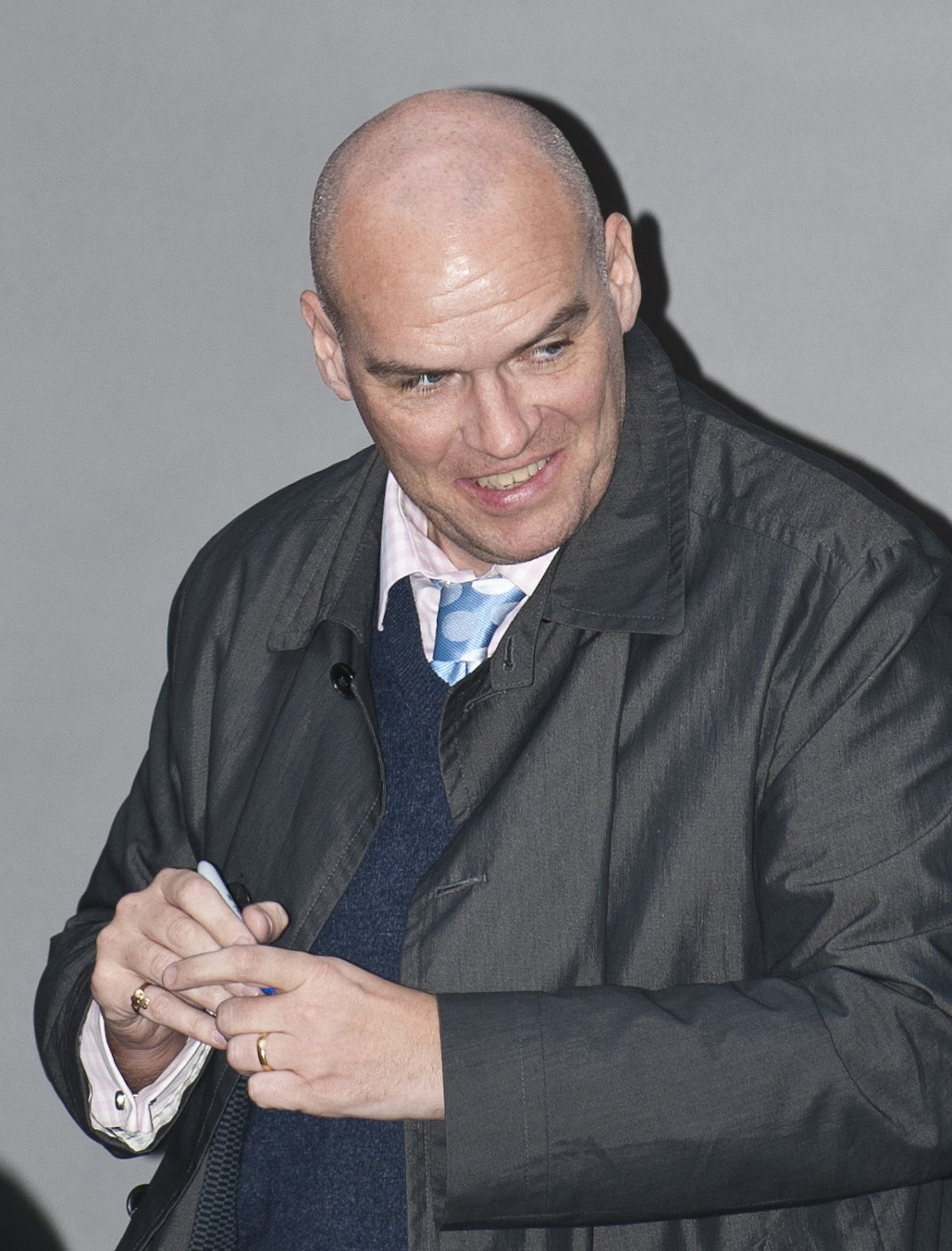
John Michael McDonagh in 2011

John Michael McDonagh is een Engels-Ierse filmmaker en de broer van toneelschrijver Martin McDonagh.
Zijn bekendste werk is het script van de film Ned Kelly uit 2003, waarin Heath Ledger en Orlando Bloom de hoofdrollen speelden. In 2011 schreef en regisseerde hij zijn eigen film The Guard en in 2014 Calvary.

## Filmografie
- The Guard (2011)
- Calvary (2014)
- War on Everyone (2016)
- The Forgiven (2021)